# لويس هودسون
لويس هودسون هو سياسي كندي، ولد في 21 مارس 1936 في كاليدون في كندا، وتوفي في 7 يوليو 2012 في كندا. حزبياً، نشط في حزب أونتاريو المحافظ التقدمي. وقد انتخب عضو برلمان مقاطعة أونتاريو.